# Учёные записки Московского университета
Учёные записки Московского университета — научный журнал Московского университета, основанный в 1833 году, одно из старейших периодических изданий научного характера в России.

## История
«Ученые записки Императорского Московского университета» издавались с 1833 года. В дореволюционный период в «Учёных записках» были опубликованы многие выдающиеся работы. Достаточно назвать знаменитое исследование Н. Е. Жуковского «О прочности движения» (1882), «Исследования об изгибании поверхностей» Б. К. Млодзеевского (1886), а также две диссертации Д. Ф. Егорова (1898 и 1901), содержащие весьма значительный вклад в дифференциальную геометрию и в теорию уравнений в частных производных.
В 1833—1836 выходили по частям, в каждую из которых входило три номера (всего вышло 12 частей), тиражом 1200 экземпляров. Редакторами журнала в этот период являлись И. И. Давыдов и Д. М. Перевощиков. Содержание делилось на разделы: наука; словесность и искусство; критика; смесь; библиография. Четыре отделения журнала соответствовали факультетам университета: нравственно-политическому, физико-математическому, врачебному и словесному. В издании публиковались научные статьи, диссертации, речи, произнесённые на годичных актах, вступительные, пробные и публичные лекции профессоров, переводные труды иностранных учёных.
Издание «Ученые записки Московского университета» возобновилось в 1880 году по пяти отделам, по каждому из которых выходило не более одного выпуска в год. Всего за 1883—1922 было опубликовано:
- по физико-математическому отделу — 29 выпусков,
- по естественно-историческому отделу — 43 выпуска,
- по медицинскому отделу — 33 выпуска,
- по историко-филологическому отделу — 46 выпусков,
- по юридическому отделу — 46 выпусков.

Редакторами в этот период времени являлись:
Н. Е. Жуковский,
И. Ф. Клейн,
М. А. Мензбир,
Ф. Е. Орлов,
А. С. Павлов,
Н. А. Попов,
Н. В. Склифософский,
А. Г. Столетов,
М. М. Троицкий,
С. А. Усов.
Издание «Ученые записки Московского университета» было прекращено в 1922 году.
В 1930-е годы журнал назывался «Учёные записки Московского государственного университета».